# Asia Times Online
Asia Times Online (ou ATol) est une revue d'actualité et d'information publiée sur Internet. Elle étudie les problèmes géopolitiques, politiques, économiques et commerciaux d'un point de vue asiatique. ATol paraît en anglais et en chinois.

## Histoire
Asia Times Online est créée au début de l'année 1999 ; le siège de la revue est à Hong-Kong et c'est là qu'elle est enregistrée. Elle perçoit des revenus de la publicité et de la revente d'articles à d'autres organes ou agences de presse.
D'un point de vue historique et éditorial, Asia Times Online prend la succession d'Asia Times, quotidien d'information basé à Hong Kong/Bangkok, fondé en 1995, qui cesse de paraître le 26 juin 1997, une semaine avant[Information douteuse] que la dévaluation du baht thaïlandais ne déclenche la crise économique asiatique.
En 2006, son propriétaire est Sondhi Limthongkul, qui édite également ThaiDay. Il est alors considéré par le New York Times comme « l'une des publications régionales les plus importantes ». Le site devient populaire au Moyen-Orient. En 2016, il effectue une refonte et affirme compte 12 millions de lecteurs dans le monde en 2021.

## Ligne éditoriale
Pour Libération, la ligne éditoriale du site « semble varier ces dernières années ». Il publie notamment en mai 2024, lors de l'invasion de l'Ukraine par la Russie, une fausse information concernant l'envoi de troupes françaises en Ukraine. L'article, fondé sur des sources de faible qualité voire de désinformation, est directement issu du blog de l'un des rédacteurs d'Asia Times Online, Stephen Bryen, sans que la revue n'ait vérifié l'exactitude des informations avant publication.